# Micropera fasciculata
Micropera fasciculata är en orkidéart som först beskrevs av John Lindley, och fick sitt nu gällande namn av Leslie Andrew Garay. Micropera fasciculata ingår i släktet Micropera och familjen orkidéer. Inga underarter finns listade i Catalogue of Life.